# 700818 Pauldelaney
700818 Pauldelaney este o planetă minoră (asteroid) din centura de asteroizi. A fost descoperită pe 31 iulie 2003 la  de . 
Obiectul prezintă o orbită caracterizată de o semiaxă mare de 2,7682837600483 UAi, o excentricitate de 0,082998341728636, o înclinație de 4,0154511913522 ° în raport cu ecliptica.